# 胡占凡
胡占凡（1953年11月—），男，黑龙江木兰人，中华人民共和国传媒人物，中国电视艺术家协会主席。北京广播学院新闻系研究生学历，高级编辑职称。

## 生平
1970年6月至1976年3月，在黑龙江省木兰县广播站担任记者和播音员。1976年3月加入中国共产党，1976年到1983年9月在黑龙江人民广播电台任编辑和记者。1983年9月至1987年7月，在北京广播学院新闻系研究生班学习。
1987年7月，进入中央人民广播电台工作，任新闻中心记者、主任。之后，先后任台长助理兼新闻中心主任，副台长兼分党组成员。1995年9月至1996年7月，在中共中央党校一年制中青年干部培训班学习。
2001年4月至2010年3月，任国家广播电影电视总局副局长、党组成员。2005年2月至2005年4月，在中共中央党校省部级干部进修班学习。2010年3月至2011年11月，任光明日报社总编辑。
2011年11月，任国家广播电影电视总局（2013年并入国家新闻出版广电总局）党组成员、中国中央电视台台长。2015年4月7日，因年龄卸任台长。
2017年9月22日，当选中国电视艺术家协会第六届主席。